# 竜ケ崎市
もしかして
- 龍ケ崎市

ではありませんか？